# Romano Paltano
Romano Paltano (Paltan in dialetto milanese) è una frazione del comune di Basiglio in provincia di Milano, posto a nordovest del centro abitato, e meglio nota oggi col nome moderno di Milano 3, datole alla fine del XX secolo quando l'area fu radicalmente ritrasformata dalla Edilnord, che ne fece un villaggio residenziale modello ad alto reddito.
I suoi abitanti erano chiamati romanpaltesi, e il nome della località è probabilmente derivante dagli acquitrini presenti in zona, significando il nome "pantano" in dialetto milanese. I tre quarti dei residenti di Basiglio abitano in questa località.

## Storia

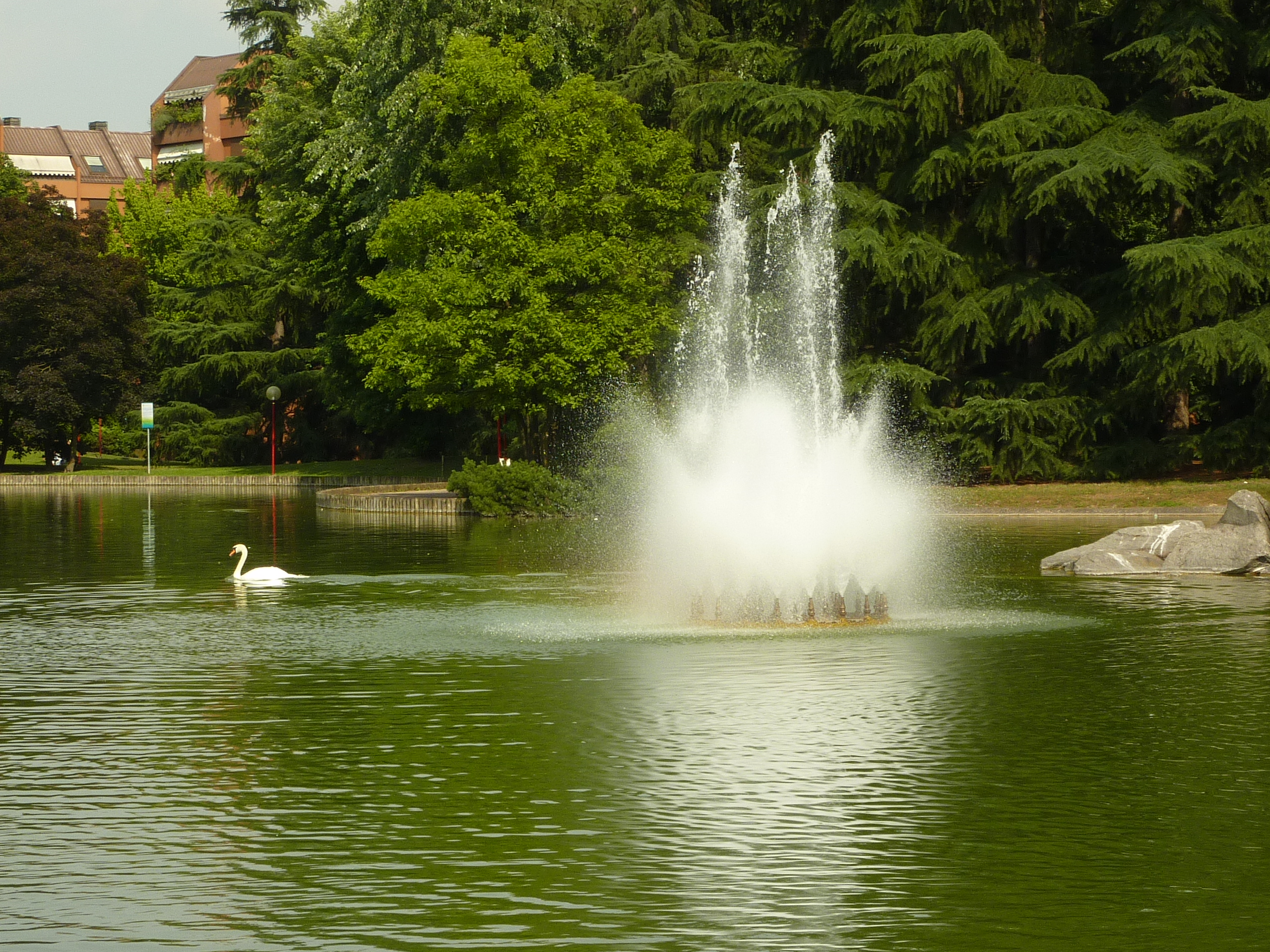
Il laghetto al centro di Milano 3.

Fu un antico comune del Milanese il cui ridotto territorio confinava con Torriggio a nord, con Basiglio ad est e a sud, e con Moirago ad ovest. Al censimento del 1751 voluto dall'imperatrice Maria Teresa, la località fece registrare 150 residenti.
Nel 1805 risultava avere 190 abitanti. Nel 1809 fu soppresso con regio decreto di Napoleone ed annesso a Basiglio. Il Comune di Romano Paltano fu ripristinato con il ritorno degli austriaci, che tuttavia tornarono sui loro passi nel 1841, stabilendo la definitiva unione comunale con Basiglio, alla cui parrocchia apparteneva.